# ファインディング・ユー あなたに逢えてよかった
『ファインディング・ユー あなたに逢えてよかった』（原題：Finding You）は、ジェニー・B・ジョーンズによる2011年のヤングアダルト小説『There You'll Find Me』を原作に、ブライアン・ボーが脚本・監督を務めた2021年のアメリカ青春ロマンチックコメディ。主演はローズ・リード、ジェディディア・グッドエーカー、キャサリン・マクナマラ。2021年5月14日、ロードサイド・アトラクションズにより米国で劇場公開された。
ニューヨークの名門音楽学校のオーディションに落ちたフィンリー・シンクレアは、亡き兄アレックスの足跡をたどり、かつて彼が受けた交換留学プログラムに参加する。そこで彼女は、中世ファンタジー・冒険シリーズの最新作を撮影中の人気映画スター、ベケット・ラッシュと出会う。ふたりは思いがけないロマンスを始めるが、ベケットのスターダムを取り巻く勢力がふたりの夢を押しつぶそうとするとき、フィンリーは愛のために何を賭けるかを決めなければならなくなる。

## キャスト
※括弧内は日本語吹替。
- フィンリー・シンクレア：ローズ・リード（英語版）（清水理沙）
- ベケット・ラッシュ：ジェディダイア・グッドエイカー（林勇）
- キャサリン・スウィーニー: ヴァネッサ・レッドグレイヴ（竹口安芸子）
- シェイマス：パトリック・バーギン（立川三貴）
- フィオナ・ドイル：ヘレン・ロシュ（久保田民絵）
- モンゴメリー・ラッシュ：トム・エヴェレット・スコット（中谷一博）
- テイラー・リズデイル：キャサリン・マクナマラ（北原沙弥香）
- ノラ・キャラハン：フィオナ・ベル（中村綾）
- シェーン・キャラハン：キアラン・マクマホン（加藤亮夫）
- エマ・キャラハン：シアーシャ＝モニカ・ジャクソン（英語版）（橘あんり）
- 監督：ブライアン・クイン（中野泰佑）
- オーラ：メグ・オブライエン（兼安愛海）
- ジェニファー・シンクレア：ジュディス・ホーグ（上田ゆう子）
- キーヴァ：アナベル・スウィーニー（いなば菜月）
- キャンベル：グウィン・マケルヴィーン（中村美怜）
- モリー：マリオン・オドワイヤー（藤原由希美）
- スタッフ：トレヴァー・ケインズウォラン（澤田龍一）

日本語版制作スタッフ 演出：三井瑠美、翻訳：福浦正泰、音響：澁澤祐美子、制作：IYUNO-SDI GROUP／IYUNO STUDIOS

## 製作
撮影はアイルランドのダブリン、クレア、オファリー、キルデアの各県とラウス県カーリングフォードとクーリー半島周辺で行われた他、アメリカのニューヨーク、ロサンゼルス、ナッシュビルでも行われた。2020年9月、ロードサイド・アトラクションズがレッド・スカイ・スタジオ、ヌック・レイン・エンターテインメント、MK1スタジオから本作の米国劇場配給権を獲得したことが発表された。当初のタイトル『There You'll Find Me』は『Finding You』に改題された。

## 公開
この映画は2021年5月14日にロードサイド・アトラクションズによって米国で劇場公開された。

## 評価

### 興行成績
『ファインディング・ユー あなたに逢えてよかった』は、オープニング週末の興行収入が53万2000ドルから100万ドルと予想されていた。初日1,314館で32万3,000ドル、オープニング週末で95万4,000ドルを稼いだ。

### 批評家による評価
レビューアグリゲーターのRotten Tomatoesによると、38人の批評家のうち53％がこの映画を肯定的にレビューしており、平均評価は5.2/10。同サイトのコンセンサスとして「『ファインディング・ユー』は、ありとあらゆる仕掛けをストーリーに盛り込むことに成功しているが、その魅力的なふわふわ感と鋭いユーモアは、ロマンス・ファンの心をつかむには十分かもしれない」と評されている。 加重平均を採用しているMetacriticでは、8人の批評家による評価で100点満点中40点を付け、「賛否両論または平均的な評価」を示している。ポストトラック社の調査によると、観客は71％の好意的な点数をつけ、46％が「ぜひ薦めたい」と答えている。
2.5/4つ星をつけたマイケル・オサリバンは、ワシントン・ポスト紙で「特に驚きはなかったが...『ファインディング・ユー』は、まあまあうまくいく」とこの映画を肯定的に評価した。Plugged Inのレビュアー、ポール・アサイは、ストーリーは「かなり予測可能」だが、「セックスとロマンスは同義語ではないこと、優しさが重要であること、そして失意の瞬間でさえも、神が舞台裏で動いているかもしれないこと」をよく表している、と評した。コモン・センス・メディアのタラ・マクナマラもまた、この映画の宗教的テーマについてコメントし、「この映画の信仰に基づく要素には、呆然とする瞬間があるが、それは台詞ひとつなく起こり、耳障りでも強要でもない」と書いている。マクナマラ氏はこの映画に3つ星／5つ星をつけ、よく揃ったキャストとアイルランドの田舎町を舞台にした作品を賞賛し、この映画はロマンスというより青春物語だと指摘した。
マイケル・オルドーニャは、ロサンゼルス・タイムズ紙の批評で、キャストの多くを賞賛したが、「（低年齢向けのレーティングである）PG級にクリーンであること」というこの映画の決定と、フィンリーのキャラクターに個性がないことを批判した。デトロイト・ニュースのアダム・グラハムは、この映画は陳腐で、「アイルランドの絶妙な緑を除けば」本質的なものに欠けていると評した。インディーワイヤーのケイト・アーブランド記者は「C-」点をつけ、その予測可能性を揶揄したが、「魔法のような短い瞬間」を含んでいると指摘した。
 